# Rudolf Apponyi
Rudolf hrabě Apponyi (maďarsky gróf Apponyi de Nagy Appony Rezsö, německy Rudolf Graf Apponyi von Nagy Appony, 1. srpna 1812 Karlsruhe – 31. května 1876 Benátky) byl rakouský a rakousko-uherský diplomat z uherského rodu Apponyiů. Od mládí působil v diplomatických službách, později proslul jako dlouholetý velvyslanec ve Spojeném království (1856–1871), svou kariéru zakončil jako velvyslanec ve Francii (1871–1876). Byl rytířem Řádu zlatého rouna.

## Životopis

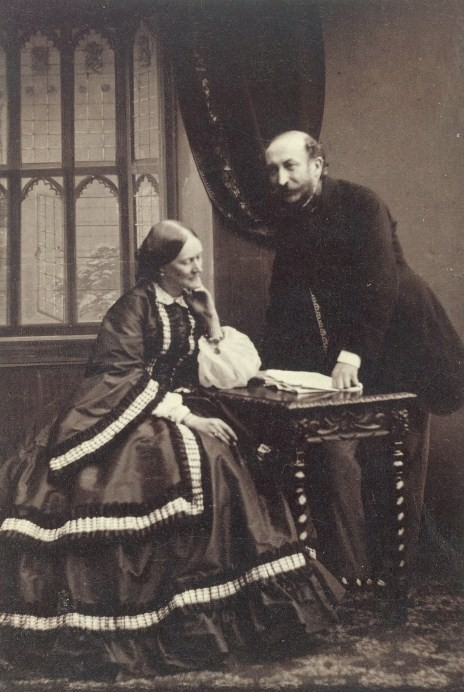
Rudolf Apponyi s manželkou Alexandrou (60. léta 19. století)

Pocházel z významného uherského šlechtického rodu Apponyiů, byl starším synem diplomata hraběte Antonína Apponyiho (1782–1852) a jeho manželky Terezie, rozené hraběnky von Nogarola (1790–1874). Narodil se v Karlsruhe (jeho otec byl tehdy vyslancem v Bádensku). Dětství strávil s otcem v Itálii a Francii, po otcově vzoru vstoupil v mládí do diplomatických služeb. Několik let strávil jako atašé v Petrohradě,, v roce 1844 se vrátil k otci do Paříže a byl zde velvyslaneckým radou. Byl rakouským vyslancem v Bádenském velkovévodství (1847–1849), kde souběžně vykonával funkci diplomatického zástupce pro Hesensko. V revolučních letech 1848–1849 byl krátce vyslancem v Toskánsku, poté vyslancem v Sardinském království (1849–1853). Následovala diplomatická mise v Bavorsku (1853–1856). Patnáct let strávil v Londýně (1856–1871), kde byl napřed vyslancem a od roku 1860 velvyslancem. I když patřil ke zkušeným diplomatům, v klíčových momentech mezinárodních konfliktů se mu nepodařilo vyjednat britskou podporu pro Rakousko (válka se Sardinií, 1859, prusko-rakouská válka, 1866). Svou diplomatickou kariéru zakončil jako velvyslanec ve Francii (1871–1876). Vzhledem k novým poměrům ve Francii a republikánskému zřízení zde Apponyi již nemohl tolik uplatňovat svou pozici vysoce postaveného aristokrata. Odvolán byl na vlastní žádost ze zdravotních důvodů koncem dubna 1876 a o měsíc později zemřel v Benátkách. 

## Tituly a ocenění
Užíval šlechtický titul hraběte, který rodině náležel od roku 1739. Jako příslušník staré šlechty byl již v roce 1830 jmenován c. k. komořím. Ve funkci vyslance v Bavorsku obdržel v roce 1854 titul c. k. tajného rady s nárokem na oslovení Excelence. Během diplomatické kariéry získal několik vysokých vyznamenání v Rakousku i v zahraničí. Mimo jiné byl také členem uherské Sněmovny magnátů.

### Rakousko-Uhersko
- velkokříž Královského uherského řádu svatého Štěpána (1871)[11]
- Řád zlatého rouna (1865)[12]
- velkokříž Leopoldova řádu (1861)[13]

### Zahraničí
- velkokříž Záslužného řádu bavorské koruny (Bavorsko)
- velkokříž Řádu nizozemského lva (Nizozemsko)
- velkokříž Domácího řádu věrnosti (Bádensko)
- komandér Konstantinova řádu svatého Jiří (Sardinie)

## Rodina

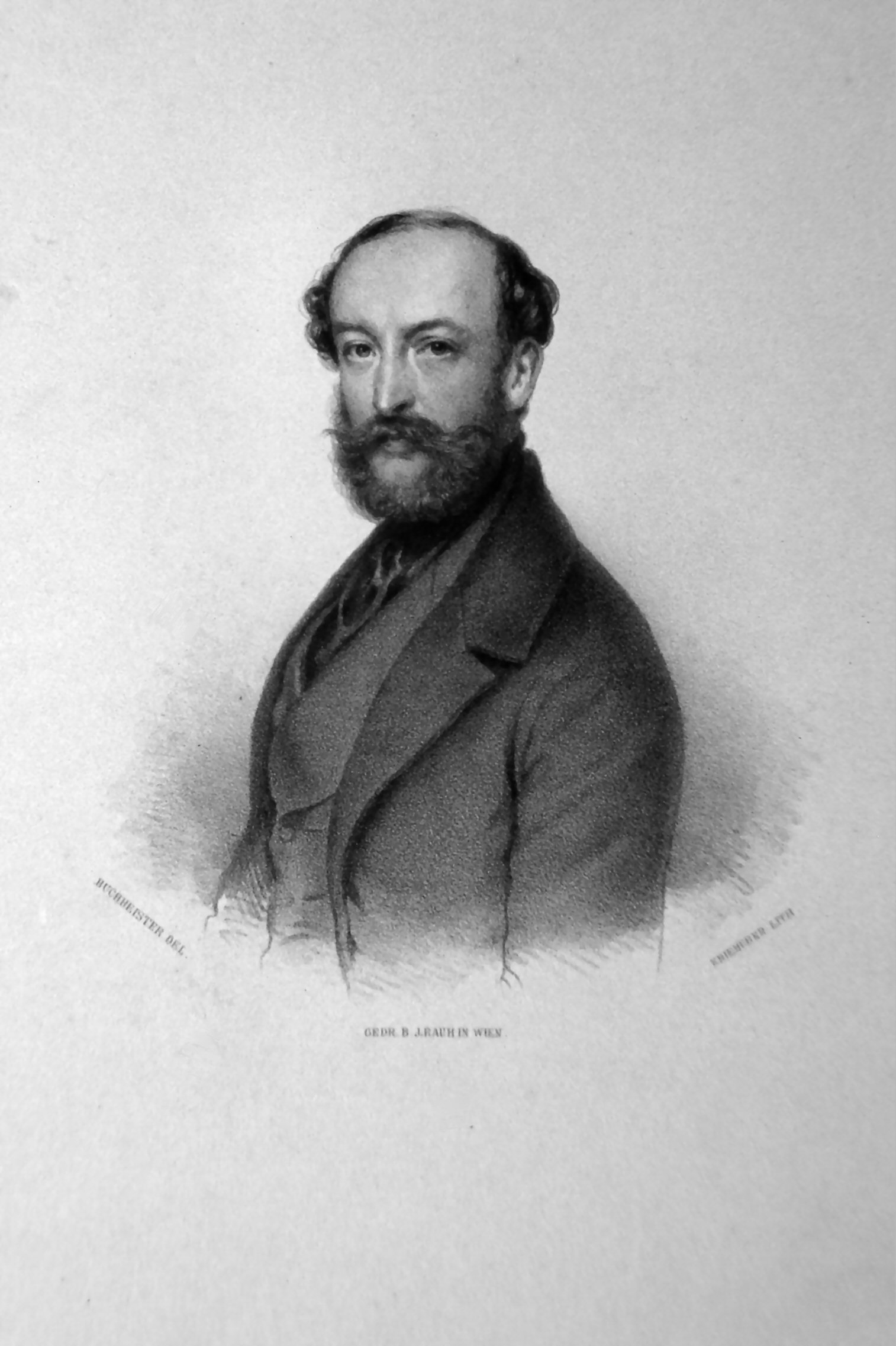
Rudolf Apponyi (cca 1860, Josef Kriehuber, litografie)

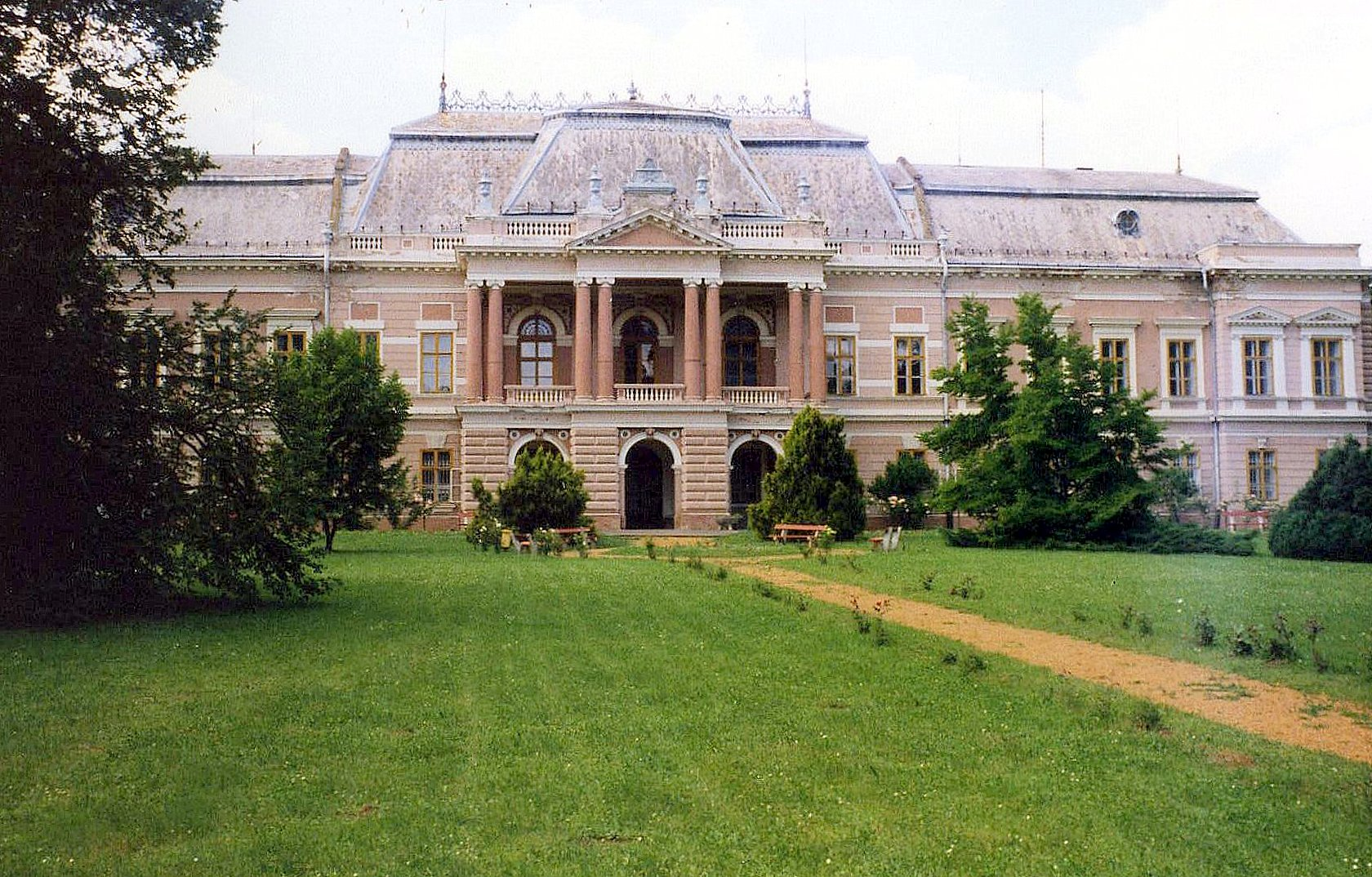
Zámek Lengyel

V roce 1840 se v Petrohradě oženil s hraběnkou Annou Alexandrovnou Benkendorffovou (1818–1900), dcerou ruského generála a policejního ministra Alexandra Benkendorfa (1781–1844), svatebního obřadu se zúčastnil i car Mikuláš I. Hraběnka Anna Apponyiová se později stala c. k. palácovou dámou a dámou Řádu Hvězdového kříže. 
Manželé měli dvě děti, syn Alexandr (Sándor) (1844–1925) proslul jako sběratel umění a byl nejvyšším komořím Uherského království. Dcera Helena (1848–1914) se provdala za knížete Paola Borghese. Přes svou manželku byl Rudolf Apponyi spřízněn s významnými představiteli nejvyšší ruské šlechty, jeho švagry byli kníže Grigorij Petrovič Volkonskij a kníže Sergej Viktorovič Kočubej.
Rudolfův bratranec Jiří Apponyi (1808–1899) patřil k významným osobnostem uherské politiky 19. století, byl mimo jiné nejvyšším kancléřem.
Rudolf Apponyi byl majitelem velkostatku Lengyel v župě Tolna v jižních Uhrách. K velkostatku patřilo přes 4.000 hektarů půdy a zámek Lengyel, který však Rudolf vzhledem ke svému prakticky celoživotnímu pobytu v zahraničí nenavštěvoval.